# 11451 Ааронголден
11451 Ааронголден (1979 QR1, 1993 JU, 1994 RY, 11451 Aarongolden) — астероїд головного поясу, відкритий 22 серпня 1979 року.
Тіссеранів параметр щодо Юпітера — 3,285.